# Soledalen

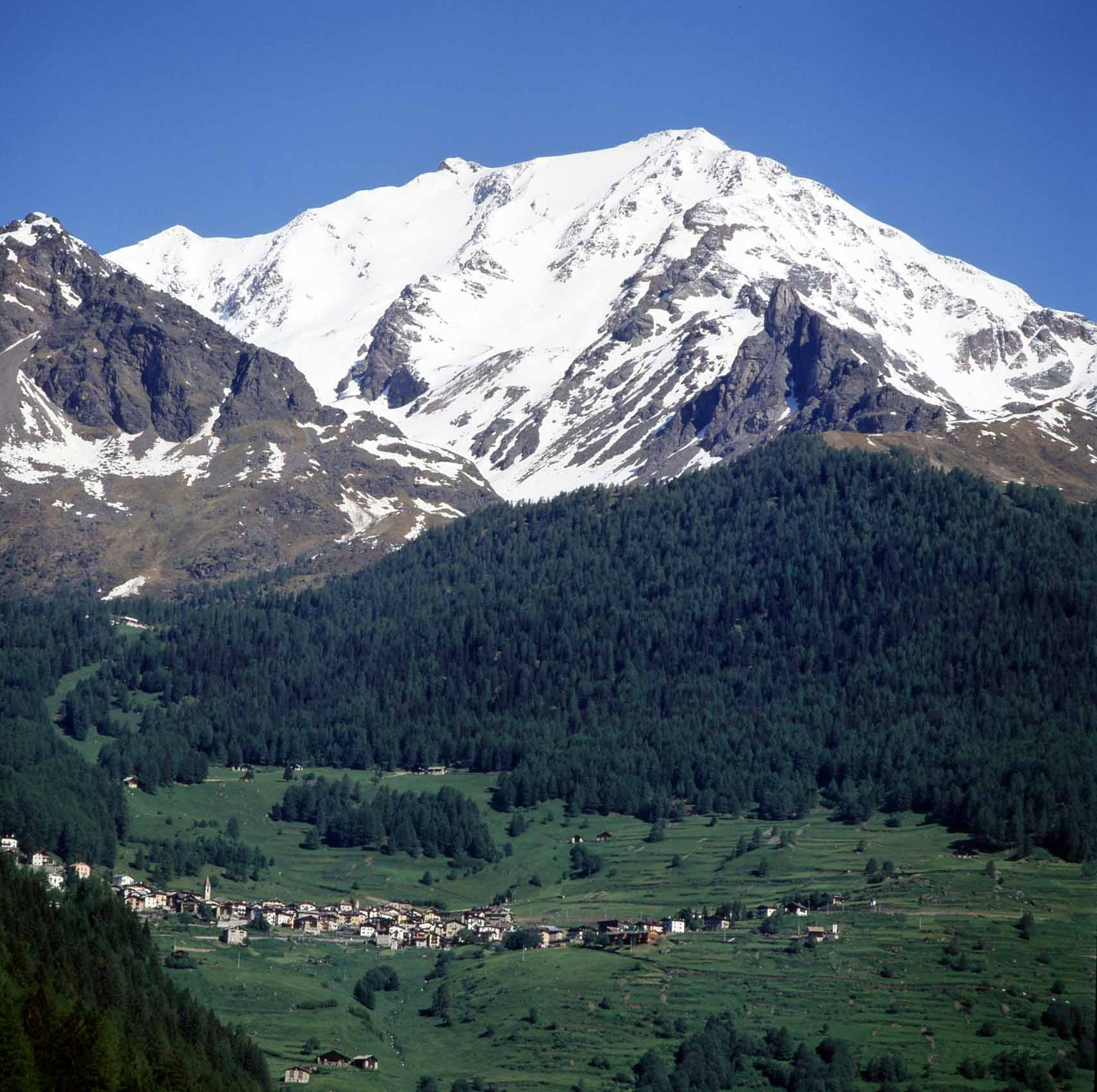
Staden Peio och Monte Vioz i Soledalen.

Soledalen (ladinska: Val de Sól, italienska: Val di Sole eller Valle di Sole, tyska: Sulztal) är en dal i Trentoprovinsen, i norra Italien. Där ligger bland annat städerna Vermiglio, Peio, Dimaro, Croviana och Malè, samt nationalparken Parco Nazionale dello Stelvio och vintersportorten Madonna di Campiglio.